# Plocoglottis bicomata
Plocoglottis bicomata är en orkidéart som beskrevs av Louis Otho Otto Williams. Plocoglottis bicomata ingår i släktet Plocoglottis och familjen orkidéer. Inga underarter finns listade i Catalogue of Life.